# Gabriella Szűcs (water-polo)
Pour les articles homonymes, voir Szűcs et Gabriella Szűcs.
Gabriella Szűcs, née le 7 mars 1988 à Székesfehérvár (Hongrie), est une joueuse hongroise de water-polo. Elle est médaillée de bronze aux Jeux de 2020.

## Carrière
Szűcs participe à trois olympiades avec la Hongrie : en 2012, 2016 et 2020. Lors des deux premières olympiades, en 2012 et en 2016, elle termine à la 4e place du tournoi. En 2020, elle monte sur la troisième marche du podium.
Elle prend sa retraite sportive en 2023.

## Palmarès

### Jeux olympiques
- Jeux olympiques d'été de 2020 à Tokyo ( Japon) :
  -  médaille de bronze du tournoi féminin

### Championnats du monde
- Championnats du monde 2013 à Barcelone ( Espagne) :
  -  médaille de bronze du tournoi féminin

### Championnats d'Europe
- Championnat d'Europe 2016 à Belgrade ( Serbie) :
  -  médaille d'or

- Championnat d'Europe 2014 à Budapest ( Hongrie) :
  -  médaille de bronze
- Championnat d'Europe 2012 à Eindhoven ( Pays-Bas) :
  -  médaille de bronze